# Петар Раносовић Ранос
Петар Раносовић Ранос (Цариград, 1. јул 1856 — Београд, 8. новембар 1918) био је српски сликар. У фокусу његовог уметничког рада биле су историјске националне тема и знамените личности његовог времена.

## Биографија
Основну школу је завршавао у Цариграду и Београду, одакле школовање наставља у Одеси. 1878. постаје официр у виборском пуку, да би 1881. прешао у српску војску.
1883. године је као официр послат у Минхен, да настави школовање на њиховом факултету уметности. Студије је прекинуо због бугарског рата у коме је учествовао, а 1887. године и дипломирао, да би 1890. године напустио војску и потпуно се посветио сликарској уметности. 
1899. постављен је за вишег наставника цртања на техничком факултету где је и остао до своје смрти.
Био је сликар историјских сцена, портрета и нашег сеоског живота.
Неке од познатијих слика су му биле Хајдук Вељко, Зека Буљубаша, Пут к мору 1912, Рањеници, Турци у Сталаћу, Испосник, Царица Милица и Бошко Југовић, Паланачка свадба, Визија Краљевића Марка под Прилепом 1912. и друге.

## Галерија
- Катанић на Нешковом вису (1896)